# 聖彼得堡植物園
59°58′12″N 30°19′26″E / 59.97°N 30.324°E

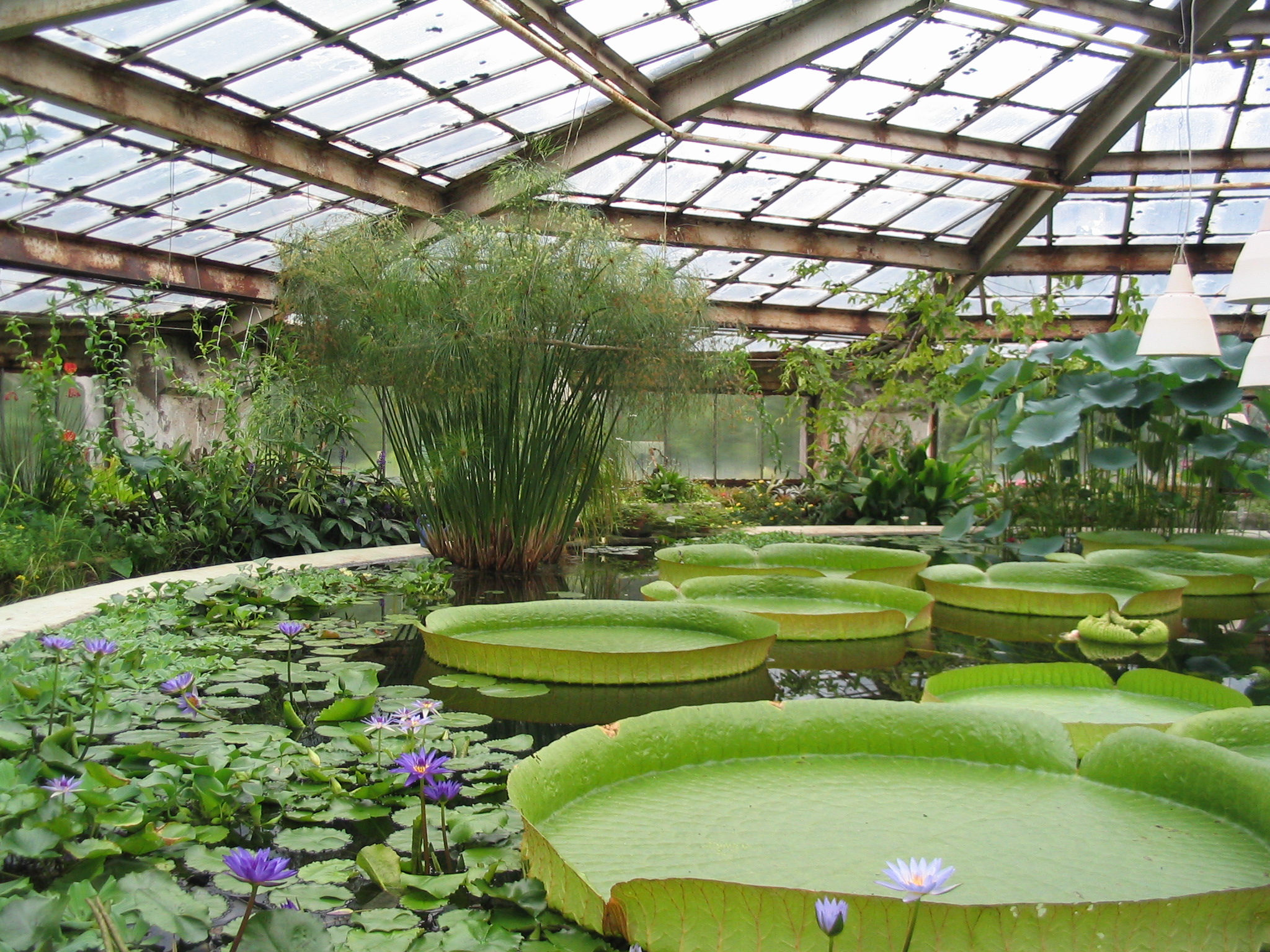
聖彼得堡植物園

聖彼得堡植物園（Saint Petersburg Botanical Garden）是俄羅斯城市聖彼得堡的一座植物園，包括室內和戶外兩個部分，位於阿普捷卡爾斯基島。聖彼得堡植物園屬於俄羅斯科學院，面積18.9公頃，由彼得一世創建於1714年。

## 外部連結
- Botanical collections of Russia and the adjacent states （页面存档备份，存于）. Database (designed for Internet Explorer only)